# Näsum
Näsum er en landsby i det østlige Skåne i Sverige.
Näsum er beliggende i Bromölla Kommune i Skåne län tæt på grænsen til Blekinge. Den har et areal på 3 km2
og et befolkningstal på 1.274 (2023) indbyggere.